# NWA (プロレス)
NWAは、アメリカ合衆国のプロレスプロモート連盟。正式名称はナショナル・レスリング・アライアンス（National Wrestling Alliance、全米レスリング同盟）。
複数のプロレス関連組織が「NWA」を名乗ったが今日において一般的に「NWA」と呼ばれるのは、このナショナル・レスリング・アライアンスであるため、同組織についてを中心に記述している。他の同名組織については「同名組織」の章を参照。

## 歴史

### 発足
1948年7月、アイオワ地区のプロモーターであるピンキー・ジョージが中心となり、セントルイスのサム・マソニックやミネアポリスのトニー・ステッカーら、5人のプロモーター達と共に発足された。第二次世界大戦後、プロレスを再興させるために「世界タイトルの認定」を行い、世界王者を抱えることによって興行的に大都市のプロモーターに対抗する意図があった。あくまで連盟であるため、非営利組織であったが談合カルテルとしての側面を持ち合わせており、1956年には独占禁止法違反により司法省に告訴された。

### 黄金期
発足当初、ピンキー・ジョージはアメリカ中西部地区に限った統一世界王座の構想の下にNWAの結成を呼びかけたが、瞬く間に加盟するプロモーターの数が増えて、間もなく発足メンバーの1人であるサム・マソニックに実権を奪われた。以降、1960年代から1970年代にかけては、マソニックのリーダーシップにより黄金期を形成。ボブ・ガイゲル、フリッツ・フォン・エリック、エディ・グラハム、ジム・バーネット、ジム・クロケット・ジュニアなどのプロモーターが繁栄テリトリーを築き、加盟団体はアメリカだけでなく、カナダ、メキシコ、オーストラリア、ニュージーランド、日本にまで広がり、フラッグシップ・タイトルのNWA世界ヘビー級王座はプロレス界における世界最高峰の王座とされていた。しかし、1980年代前半に入り、ケーブルテレビの普及やオイルショック以降のガソリンの高騰（当時、多くのレスラーは現在以上に車で移動していた）、WWFとの興行戦争などにより、低迷する加盟地区が続発、NWAの力も衰退していくことになった。

### 衰退期
1984年、WWF（1983年まではNWAの加盟団体だった）が豊富な資金とケーブルテレビの活用を背景に全米に勢力を拡大し始めると、次第に興行に行き詰まる地区が続出。AWAのバーン・ガニアと組んで対抗しようとしたが、資金力と団結に劣るNWAに勝ち目はなく、衰退の一途をたどり始める。1980年代後半に入ると王者リック・フレアーを擁するノースカロライナ州のプロモーター、ジム・クロケット・ジュニアの権限が強大化しNWA内部のバランスが崩れ、アライアンスとしてのNWAの体制は形骸化。ダラスのプロモーターで元会長のフリッツ・フォン・エリックのようにNWAからの独立に活路を求める者まで出る始末だった。しかし、ジム・クロケット・プロモーションズもWWFとの興行戦争に敗れ経営難となり、1988年11月の当時、テレビ放映権を持っていたテッド・ターナーに買収されてWCWが発足する。WCWでは買収後はNWA王座とWCW王座のタイトルマッチを並行して行っていたが、1993年にWCWもNWAから脱退した。

### 衰退後
WCWの脱退後もNWAは団体として存在するものの、マイナータイトルの1つという位置付けにすぎず、かつての威厳は失われた。1994年8月、当時加盟していたECWにおいてNWA世界ヘビー級王座の王座決定戦が行なわれたが､王座を獲得したシェーン・ダグラスは「こんな王座に価値はない」とチャンピオンベルトを投げ捨てる暴挙に出た（この一件でECWは脱退している）。かつての権威を取り戻す動きを起こしても、WWEの勢力が強く、また当時とはプロレスの位置付けや見方が大きく変わったために、苦戦している。
その中でも2002年に設立されたTNA（Total Nonstop Action）はNWA加盟団体の中では急速に勢力が拡大した団体であり、単一メジャーのWWEに次ぐ勢力となった。元WWE出身の選手も多く在籍する。しかし、2007年5月にNWAと業務提携を終了し、NWAからタイトルを剥奪され 、TNA独自の新タイトルに切り替えることになった。
その他、ジョージア地区のNWAアナーキー（NWA Anarchy）は、2005年4月まで存続した団体、NWAワイルドサイド（NWA Wildside）の後を継いで、毎週全米とカナダで週1回のテレビ番組を供給している。NWAプロ・レスリング（NWA Pro Wrestling）は、ルチャ・リブレを取り入れたスタイルでアメリカ南西部地区、カリフォルニア地区、ニュージャージー地区を中心に興行を行なっている。
2008年には、EMLLのスターであったブルー・デモンの息子であるブルー・デモン・ジュニアがNWAメキシコ（NWA Mexico）を創立。彼はルチャドールで初めてNWA世界ヘビー級王座に就いた。
2012年、テキサス地区のブラウンズビルのプロモーターで、NWA会員のブルース・サープが加盟団体の保険制度に不正があるとし、NWA理事会に提訴するが、NWAの専務理事がこれに応じなかったため、裁判となり、同年8月にサープがNWA標章の権利を勝ち取り実権を掌握。これ以降、NWAは加盟プロモーターによる合議制から、加入希望者がNWAに対し標章使用料を支払うライセンス制度に変更された。

### 現在
2017年5月、アメリカのロックバンドスマッシング・パンプキンズのメンバーであるビリー・コーガンがNWAの名前、商標、ベルトなどを購入。サープが所有していた全てのライセンスがコーガンの元に移った。
2017年9月30日をもってNWAは加盟団体制度を終了。この日より統括組織としてのNWAの歴史は終了し、以降NWAはコーガン個人のプロモーションとして再編成されて、NWA世界ヘビー級王座、NWA世界女子王座を除いたそれまで認定していた王座は全て凍結の上空位となっている（その後、NWA世界ナショナル・ヘビー級王座が2018年に、NWA世界タッグ王座が2019年に、NWA世界ジュニアヘビー級王座が2020年に、NWA世界女子タッグ王座が2021年にそれぞれ復活し、2023年には新たにNWA世界女子TV王座が新設されている）。
2018年10月21日、テネシー州ナッシュビルにて、ROHおよびGWFの協力のもと、NWA70周年記念興行を開催した。

## 日本との関係
日本では、日本プロレスが1967年にNWAへ加盟した。それ以前にも正式な加盟はしていなかったものの、力道山の存命中から、ホノルルのプロモーターで、NWA会員であったアル・カラシックを通じ当時の世界王者ルー・テーズの招聘を実現させタイトルマッチを組むなどNWA本部とは友好な関係を構築。その後芳の里淳三を名義人として正式に加盟し、1969年のNWA総会では芳の里が第二副会長に就任。1973年に日プロが崩壊した後も6年間、芳の里を名義人としてNWA会員として関係が続いていた。
ジャイアント馬場が日プロを脱退し設立した全日本プロレスは、日プロがすでに加盟していたにもかかわらず、1973年8月の総会に先立ち2月3日臨時総会まで開いて加盟が認められている（馬場と友好関係にあったアマリロのプロモーターである、ドリー・ファンク・シニアの強力な働きかけによるとされる）。1984年より馬場は、4期に渡って第一副会長を務めた。だが、ジム・クロケット・ジュニアの権限が強大化したことによってNWA内部のバランスが崩れ、アライアンスとしてのNWAの体制が形骸化したことや、NWAから「鶴田、天龍の世界ヘビー級王座への挑戦は認めない」という指示が出たことにより、全日本はNWAとの関係を見直すようになり、最終的には1986年3月31日付で脱退しており、団体内での闘いにシフトしていった。
新日本プロレスに関しては、当時の社長であったアントニオ猪木が加盟を申請したが、NWA側から拒否され、その後、WWWFのビンス・マクマホン・シニアをはじめとする、当時のNWAにおいて『反主流派』と呼ばれていたプロモーターの働きかけにより、坂口征二と新間寿が新日本側の加盟名義人として再度申請し、1975年に加盟を認められた。だが、NWAへの加盟は認められたものの、総会に出席しても事務的な話しかされず、世界ヘビー級タイトルマッチは全日本のみに限られ、新日本では行うことはできなかったりと、待遇には差があった。猪木はこれを逆用して「NWA王者は俺が恐くて挑戦を逃げた」というアングルを展開した。新日本は、NWAを脱退していたWWWFと提携を結び、WWWFがNWAに再加盟してWWFに改称した後も、NWA反主流派同士として関係は続いた。その後、WWFと提携解消に至ると、全日本がNWAと徐々に疎遠になっていったのとは対照的に、NWAとの関係を深め、当時提携していたWCWと連携して、空位になった世界ヘビー級王座決定トーナメントを開催するなどしていたが、1993年9月30日にWCWがNWAを脱退し、それに追従して新日本プロレスもNWAを脱退している。
なお、全日本と新日本の他にも、国際プロレスの吉原功社長も1970年に加盟申請しているが、日プロによる妨害工作で却下されている。また、大木金太郎が韓国のプロモーターとして加盟している。新日本脱退から後述のプロレスリングZERO-ONEの加盟までは、I.W.A.JAPAN、レッスル夢ファクトリー、UFOが加盟していた。I.W.A.JAPAN創始者のビクター・キニョネスはプエルトリコのプロモーターとして1994年から2001年まで加盟していた。
女子では日本女子プロレスが創立して間もなく松永高司を名義人として加盟していたが、松永は日本女子を離脱して全日本女子プロレスを旗揚げしたため、そのまま全日本女子に移るも、1970年にWWWAの権利を獲得したのもありNWAとの関係は疎遠になっていた。しかし、1970年代末期に全日本女子はファビュラス・ムーラとその一門をNWA王者として招聘して、ムーラの女子王座をナンシー久美に女子タッグ王座を横田利美&塙せい子に、それぞれ挑戦させている。2000年にはNEO女子プロレスが加盟して、NWAパシフィック女子&NEO認定シングル王座を創設している。
2001年、プロレスリングZERO-ONEがNWAに加盟して実質的な日本支部として活動を行い、「NWA」の冠が付いた王座を複数管理していた。2004年11月25日、ZERO-ONEが活動停止したことで関係は一時途絶える。2005年1月23日、ZERO-ONEの後継団体として旗揚げされたプロレスリングZERO1-MAX（後のプロレスリングZERO1）が引き続き、「NWA」の冠が付いた王座を複数管理していた。2011年1月、ZERO1がNWAに加盟（実質的には再加盟）したことで、これらZERO1が管理しているNWA王座もNWAより追認された。しかし、ザ・シーク（2代目）が保持しているNWA世界ヘビー級王座の剥奪に抗議して10月限りでNWAから脱退。11月3日、ZERO1は同じ「NWA」の略称を持つ王座認定組織「ニュー・レスリング・アライアンス（New Wrestling Alliance）」を発足。
一方、ZERO-ONEの崩壊後、新日本取締役だったサイモン・ケリー猪木がNWAに加盟して、再び新日本と関係を持つが、サイモンの新日本退社とIGF旗揚げに伴い、新日本はNWAから脱退し、代わりにIGFが加盟。IGFでは澤田敦士がNWAヘリテイジ王座を獲得しており、NWA傘下当時のZERO1主催の大会「火祭り」にNWA枠として出場した。
2013年3月、NWAから新日本へ挑戦表明の映像が公開されて、4月開催予定の新日本両国国技館大会への参戦を直訴し、世界ヘビー級王座、世界ジュニアヘビー級王座、世界タッグ王座のタイトルマッチが行われるなど、再び交流を持つようになった。だが、あくまで新日本では、同団体の王座であるIWGPを格上の王座として対応している。
2015年、NWA世界女子王者のサンタナ・ギャレットがスターダムに参戦して、同団体にて世界女子王座のタイトルマッチが行われることになった。
2016年以降、新日本との交流が無くなり、その後は同年に元WRESTLE-1北部支部長のジミー鈴木らによって旗揚げされたDSW（ダイアモンド・スターズ・レスリング）の興行でNWA世界王者が来日し、タイトルマッチを行っていたが、2017年にはDSWとの関係も無くなり（DSWは2018年解散）、スターダムへも女子王者が来日する事もなくなり、日本のプロレス団体とは交流の無い状態が続いていた。
2023年に東京女子プロレスにマックス・ジ・インペイラーがNWA世界TV女子王者として参戦。6年ぶりにNWAが認定する王者が来日している。
2024年5月29日、全日本プロレスにNWA世界ヘビー級王者のEC3が参戦。NWA世界ヘビー級のタイトルマッチが7年ぶりに日本で行われ、挑戦者の本田竜輝を下し防衛している。

## システム
NWAは本部をセントルイスに構え、これを頂点として各国のプロモーターの個人加盟（団体単位ではない）によって成り立っている
。加盟を認められるには審査を受けなければならない。年1回、毎年8月か9月に総会が開かれる。その他、必要に応じて臨時の総会や役員会が開かれる。NWAの加盟により、主に以下のようなことが可能となる。
- NWA認定の王者を招聘することができる。
- 他のプロモーターからのルートで様々な外国人レスラーを招聘することができる（逆に言えば、NWA非加盟団体はNWA傘下のプロモーターに選手を斡旋してもらえずに興行上大きく不利になる。旗揚げ直後の新日本がまさにこれであった）。

また、NWAに加盟するために以下の条件がつけられる。
- NWAに加盟できるのは1つの地区で一人のプロモーターに限り、同じ地区のプロモーターの加盟は認めない。
「1つの地区に1人のプロモーター」とすることで、組織の権威を上げることはもちろんだが、同じテリトリーの中での争いに巻き込まれ、共倒れになることを防ぐ目的もある。ただし、日本だけは例外で、全日本プロレス、新日本プロレス、全日本女子プロレスの3団体が加盟している（だが上記のように、全日本と新日本との間には、待遇に差はあった。全日本女子は女子部門としての加盟）。
- 加盟プロモーターが所属するプロレス団体の王座から「世界」の表記を外さなくてはならない。
これはNWAが認定する世界タイトルが本部が直轄するものだけであったためである（全日本のPWFヘビー級王座や新日本のNWFヘビー級王座がこれに当たる。また、WWFもNWAに加盟した際、「世界」の表記を外している）。
NWA本部が認定しているのは、NWA世界ヘビー級王座、NWA世界ジュニアヘビー級王座（オクラホマ地区のレロイ・マクガークに管理を一任）、NWA世界ライトヘビー級王座（メキシコのEMLL、サルバドール・ルテロに管理を一任）のみである。その他の王座は各会員が、それぞれの地区で世界ヘビー級王座以外のものを認定管理することが許可されていた。
また、NWAでは世界タッグ王座は認定せず、各テリトリーでNWA世界タッグ王座を管理していた。全日本のPWF世界タッグ王座がその一例である（NWAが認可、PWFが認定）。なお、EMLL（後のCMLL）は独自にNWA世界ライトヘビー級王座、NWA世界ミドル級王座、NWA世界ウェルター級王座を管理していた。その後、EMLLはNWAを脱退して2010年8月13日にNWA世界ライトヘビー級王座、NWA世界ミドル級王座、NWA世界ウェルター級王座の名称を変更して、NWAが非公認、CMLLが管理するNWA世界ヒストリック・ライトヘビー級王座、NWA世界ヒストリック・ミドル級王座、NWA世界ヒストリック・ウェルター級王座となる[18]。さらに世界女子王座に至ってはファビュラス・ムーラが王座に君臨していた時代にはムーラ個人により管理されていた（WWF王座も同様）[19]。

## 加盟している団体
- 360ディグリーズ（NWA 360 Degrees）
- アーク・ラ・テックス（NWA Ark-La-Tex）
- NWAアトランタ（NWA Atlanta）
- NWAアトランティック・カナダ（NWA Atlantic Canada）
- オーストラリアン・レスリング・アライアンス（NWA Australian Wrestling Alliance）
- ブランデッド・アウトロー・レスリング（NWA Branded Outlaw Wrestling）
- セントラル・ステーツ・チャンピオンシップ・レスリング（NWA Central States Championship Wrestling）
- チャンピオンシップ・インターナショナル・レスリング(NWA Championship International Wrestling)
- NWA R.A.G.E.（NWA Renegade Alliance of Grappling Entertainment）
- NWAフルエフェクト（NWA Full Effect）
- NWAフュージョン（NWA Fusion）
- インターナショナル・レスリング・レヴォリューション（NWA Intermountain Wrestling Revolution）
- インスパイア・プロレスリング（Inspire Pro Wrestling）
- NWAミッドアトランティック（NWA Mid-Atlantic）
- NWAミッドサウス・プロレスリング（NWA Mid-South Pro Wrestling）
- NWAニューヨーク（NWA NY）
- NWAオールド・スクール・レスリング（NWA Old School Wrestling）
- NWAオン・ファイア（NWA on Fire）
- パワーボム・チャンピオンシップ・レスリング（Powerbomb Championship Wrestling）
- シグネイチャー・プロレスリング（NWA Signature Pro Wrestling）
- スモーキー・マウンテン・レスリング（NWA Smoky Mountain Wrestling）
- サザン・オールスター・レスリング（NWA Southern All-Star Wrestling）
- スポーツ・エンターテイメント・レスリング（NWA Sports Entertainment Wrestling）
- テキサス・スタンピード・レスリング（NWA Texas Stampede Wrestling）
- NWAテキソマ・プライド（NWA Texoma Pride）
- NWAトップ・オブ・テキサス（NWA Top of Texas）
- NWAトップ・ロープ（NWA Top Rope）
- NWA UKハンマーロック（NWA UK Hammerlock）
- ヴェンデッタ・プロレスリング（NWA Vendetta Pro Wrestling）
- NWAワールド・クラス（NWA World Class）
- ワールド・ワイド・レスリング（NWA World Wide Wrestling）

## 過去に加盟していた地区、団体
アメリカ
- セントルイス・レスリング・クラブ（セントルイス）
- セントラル・ステーツ・レスリング（ミズーリ、カンザス）
- ミッドアトランティック・チャンピオンシップ・レスリング（ノースカロライナ、サウスカロライナ、バージニア）
- ジョージア・チャンピオンシップ・レスリング（ジョージア）
- チャンピオンシップ・レスリング・フロム・フロリダ（フロリダ）
- NWAビッグタイム・レスリング / ワールド・クラス・チャンピオンシップ・レスリング（ダラス）
- NWAウエスタン・ステーツ・スポーツ（アマリロ）
- NWAデトロイト（デトロイト）
- NWAミッドアメリカ（テネシー）
- NWAトライステート（オクラホマ、ミシシッピ、ルイジアナ）
- NWAミッドパシフィック・プロモーションズ（ハワイ）
- NWAサンフランシスコ（サンフランシスコ）
- NWAハリウッド・レスリング（ロサンゼルス）
- サウスイースタン・チャンピオンシップ・レスリング（アラバマ）
- パシフィック・ノースウエスト・レスリング（オレゴン、ワシントン）
- ワールド・レスリング・フェデレーション（ニューヨーク、ノースイースト）
- ワールド・チャンピオンシップ・レスリング
- イースタン・チャンピオンシップ・レスリング

カナダ
- メープル・リーフ・レスリング（トロント）
- NWAオールスター・レスリング（バンクーバー）
- スタンピード・レスリング（カルガリー）
- イースタン・スポーツ・アソシエーション（マリタイム）

プエルトリコ
- ワールド・レスリング・カウンシル

メキシコ
- EMLL

オーストラリア
- ワールド・チャンピオンシップ・レスリング

ニュージーランド
- オールスター・プロレスリング

日本
- 日本プロレス
- 日本女子プロレス
- 全日本女子プロレス
- 新日本プロレス
- 全日本プロレス
- I.W.A.JAPAN
- プロレスリングZERO-ONE
- プロレスリングZERO1

韓国
- 韓国プロレスリング連盟

## 同名組織
同じ「NWA」の略称を持つプロレス関連組織はNational Wrestling Alliance（ナショナル・レスリング・アライアンス）の他に複数存在している。以下は代表的なものを列記している。

### National Wrestling Association
1929年、WBA（World Boxing Association、ワールド・ボクシング・アソシエーション、世界ボクシング協会）の前身であるNBA（National Boxing Association、ナショナル・ボクシング・アソシエーション、全米ボクシング協会）のプロレス部門として発足。1930年9月、NBAから独立してプロレスプロモート連盟「ナショナル・レスリング・アソシエーション（National Wrestling Association、全米レスリング協会）」を設立。名目上は各州の体育協会による運営でナショナル・レスリング・アライアンスの発足後は1960年代まで存続していた 。

### New Wrestling Alliance
2011年10月、日本のプロレスリングZERO1がナショナル・レスリング・アライアンスを脱退。11月3日、王座認定組織「ニュー・レスリング・アライアンス（New Wrestling Alliance）」を発足。発足までの経緯については上記の「#日本のプロレス団体との関係」及び「ZERO1#NWAとの関係」を参照。